# Araceli Damián González
Araceli Damián González (Ciudad de México, 24 de octubre de 1963) es una académica mexicana, profesora-investigadora en El Colegio de México y Consejera presidenta del Consejo de Evaluación de la Ciudad de México. Fue diputada federal entre 2015 y 2018.
Entre octubre de 2018 y mayo de 2021 fue directora general del Consejo de Evaluación para el Desarrollo Social (Evalúa) de la Ciudad de México.

## Síntesis profesional
Araceli Damián obtuvo, en 1986, la licenciatura en diseño de los asentamientos urbanos, en la Universidad Autónoma Metropolitana, y en noviembre de 1988, la maestría en desarrollo urbano en el Centro de Estudios Demográficos y de Desarrollo Urbano (CEDDU; desde el 2004, Centro de Estudios Demográficos, Urbanos y Ambientales, CEDUA) de El Colegio de México, con la tesis Elementos para la definición de la región del Soconusco. Frontera sur, Chiapas. Desde 1997, es profesora-investigadora de los temas pobreza y política social, en la maestría y doctorado, en ese centro. Ha sido profesora en el Instituto de Investigaciones Dr. José María Luis Mora, en la Escuela de Política de la Universidad de Brístol e investigadora visitante de la Escuela de Estudios de Medio Ambiente y Desarrollo de la Universidad de Mánchester.
Es doctora en planeación, con especialidad en economía urbana, por la Universidad de Londres, Inglaterra, y pertenece al Sistema Nacional de Investigadores, nivel III, de su país. De 2003 a 2012, colaboró en el diario El Financiero, y obtuvo, en el 2004, el Premio Nacional de Periodismo "Antonio Sáenz de Miera" (Fundación Antonio Sáenz de Miera y Fieytal, I.A.P., en la categoría artículo de fondo.[cita requerida]
Durante el periodo 2007-2008, fue comentarista del programa de radio Detrás de la noticia, del periodista Ricardo Rocha.
Entre sus publicaciones, destacan los libros: El tiempo. La dimensión olvidada en los estudios de pobreza (El Colegio de México, 2014); Adjustment, Poverty, and Labour Market in Mexico, Ashgate, Gran Bretaña, 2000 (publicado en México con el título Cargando el ajuste: los pobres y el mercado de trabajo en México, El Colegio de México, 2002), y Pobreza en México y el mundo. Realidades y desafíos (coordinado conjuntamente con Julio Boltvinik), Siglo XXI Editores, 2004.
De septiembre de 2015 a agosto de 2018, se desempeñó como diputada federal por mayoría relativa (distrito 20, Iztapalapa), en la LXIII Legislatura, como representante del partido Movimiento de Regeneración Nacional (Morena).
Desde mayo del 2018, colabora en una columna digital para el noticiero Aristegui Noticias, creado y dirigido por la periodista Carmen Aristegui.
Desde diciembre de 2019 es directora general del Evalúa (Consejo de Evaluación del Desarrollo Social de la Ciudad de México.

## Familia
Su esposo es Julio Boltvinik Kalinka, académico mexicano (economía, ciencias sociales).[cita requerida]